# 4136 Артмане
4136 Артмане (4136 Artmane) — астероїд головного поясу, відкритий 28 березня 1968 року.
Тіссеранів параметр щодо Юпітера — 3,541.